# Callionymus muscatensis
Callionymus muscatensis, tên thông thường là cá đàn lia Muscat, là một loài cá biển thuộc chi Callionymus trong họ Cá đàn lia. Loài này được mô tả lần đầu tiên vào năm 1905.

## Phân bố và môi trường sống
C. muscatensis có phạm vi phân bố ở Tây Bắc Ấn Độ Dương. Loài này được tìm thấy từ phía nam Biển Đỏ trải dài xuống vịnh Oman. C. muscatensis sống trên đáy cát, được ghi nhận ở độ sâu khoảng từ 40 đến 70 m.

## Mô tả
Chiều dài tối đa được ghi nhận ở C. muscatensis là khoảng 7,5 cm. C. muscatensis là loài dị hình giới tính. Hai bên thân và đầu có nhiều đốm chấm màu nâu, và có 6 - 8 mảng đốm lớn dọc lưng. Đường bên kéo dài từ mắt đến cuối tia vây đuôi thứ 3. Đầu của cá đực có nhiều chấm màu nâu sẫm. Vây lưng thứ nhất của cá mái có đốm đen lớn trên màng vây cuối, trong khi ở cá đực có nhiều mảng màu sẫm trên màng vây. Gai vây lưng thứ 2 và 3 của cá đực vươn dài. Vây lưng thứ hai của cá đực có 3 vệt đen ở phía sau, và nhiều đốm ở cá mái. Vây hậu môn có viền đen ở cả hai giới. Vây đuôi dài và nhọn, nhiều đốm nâu; đuôi cá đực dài hơn đuôi cá mái.
Số gai ở vây lưng: 4; Số tia vây mềm ở vây lưng: 8; Số gai ở vây hậu môn: 0; Số tia vây mềm ở vây hậu môn: 8; Số tia vây mềm ở vây ngực: 19 - 23; Số gai ở vây bụng: 1; Số tia vây mềm ở vây bụng: 5.
Thức ăn của C. muscatensis là các loài động vật không xương sống.